# Нибелунг II
Нибелунг II (фр. Nibelung II; около 750/760 — после 805) — граф Мадри в 788 году, граф Эсбе в 805 году.

## Биография
Происхождение Нибелунга II в современных ему исторических источниках не упоминается. Однако на основании ономастических данных Кристиан Сеттипани сделал вывод о том, что Нибелунг II происходил из дома Нибелунгидов: он мог быть сыном Нибелунга I. Однако существуют некоторые сомнения в этой версии: дети Нибелунга I должны были родится между 730 и 745 годами, а Нибелунг II, судя по дате первого упоминания, родился позже.
Впервые Нибелунг II упоминался в датированным 788 годом акте, в котором он пожертвовал аббатству Лакруа-Сен-Уан собственность в графстве Мадри. Также он был упомянут в акте 805 года, в котором он передал землю в графстве Эсбе в пользу аббатства Сен-Дени.
Историк Леон Левиллен предполагал, что Нибелунг II также был владельцем поместья Божи. Однако Кристиан Сеттипани считал, что это свидетельство относится к другому Нибелунгу.

### Семья
Никаких сведений о браке и детях Нибелунга нет. Однако согласно акту 788 года у него были дети (по именам они и не названы). В начале IX века упоминаются несколько Нибелунгидов, которые могли быть братьями:
- Хильдебранд III (умер в 827/836), граф Отёна в 796—815 годах[6]
- Теодеберт (умер после 822), граф Мадри в 802—822 годах[7]
- Нибелунг III (умер после 818), граф в 818 году[8].

Точное их происхождение установить трудно. Однако на основании ономастических данных историки попытались его реконструировать. Имена детей Хильдебранда III говорят о родстве их с Гильемидами. При этом имя Теодеберта, графа Мадри, может говорить о том, что вероятнее из рода Гильемидов происходила его мать. На основании этого вероятнее всего Теодеберт и Хильдебранд III были родными братьями, а их мать происходила из рода Гильемидов.
Узнать, кто мог быть их отцом, сложнее. Существует акт короля Аквитании Пипина I, в котором Теодеберт назван сыном Нибелунга I. Однако верить этому сообщению нужно с осторожностью, поскольку есть подозрения, что этот акт — позднейшая подделка. Другой вопрос — кто мог быть матерью Хильдебранда III и Теодеберта. С точки зрения хронологии она могла быть сестрой Гильома Желонского. У него известны только две сестры — Абба и Берта, которые упомянуты как монахини в 804 году. Если кто-то из них был матерью Хильдебранда III и Теодеберта, то к тому времени они должны были овдоветь. Тогда её мужем вероятнее был Хильдебранд II, который после 796 года не упоминается и к 804 году мог умереть, в то время, как Нибелунг II, вероятный брат Хильдебранда II, упоминается как живой в 805 году.
Также в некоторых источниках указывается, что сыном Нибелунга II мог быть граф Амьена Экхард I (умер в 844), который явно был родственником Нибелунгидов. Однако Сеттипани считал, что Нибелунгиды связаны родством с Экхардом посредством брака: по его мнению, жена Хильдебранда III Дунна была сестрой Экхарда.